# الحملة البريطانية إلى الحبشة
كانت الحملة البريطانية إلى الحبشة مهمة إنقاذ وبعثة عقابية نفذتها في عام 1868 القوات المسلحة للإمبراطورية البريطانية ضد الإمبراطورية الإثيوبية. سجن تيودروس الثاني إمبراطور إثيوبيا، الذي يُشار إليه غالبًا بالاسم الإنجيلي ثيودور، العديد من المبشرين وممثلين اثنين من الحكومة البريطانية في محاولة لجذب انتباه الحكومة البريطانية، التي رفضت طلباته للمساعدة العسكرية. تطلبت البعثة العقابية التي أطلقها البريطانيون ردًا على ذلك وسائل نقل لقوة عسكرية كبيرة إلى بُعد مئات الأميال عبر التضاريس الجبلية التي تفتقر إلى أي نظام طرق، تغلب قائد الحملة، الجنرال السير روبرت نابير، على العقبات الهائلة التي وقفت أمام سير العمل، وهو الجنرال الذي انتصر في جميع المعارك ضد قوات تيودروس، واستولى على العاصمة الإثيوبية، وأنقذ جميع الرهائن. وقد أُشيد بالحملة على نطاق واسع حين عودتها لتحقيقها جميع أهدافها.
وصف هارولد جيه. ماركوس الحدث بأنه «واحد من أغلى مواضع الشرف في التاريخ». 

## خلفية تاريخية
بحلول أكتوبر 1862، أصبح منصب الإمبراطور تيودروس باعتباره الحاكم في وضع خطر: فقد ثارت معظم إثيوبيا ضده، باستثناء منطقة صغيرة تمتد من بحيرة تانا شرقًا إلى حصنه في ماغدالا. كان منخرطًا في حملات عسكرية مستمرة ضد مجموعة واسعة من المتمردين. وبالمثل، تعرضت الحبشة للتهديد أيضًا من اعتداءات المسلمين: إذ غزا الأتراك المسلمون والمصريون إثيوبيا مرارًا وتكرارًا من البحر الأحمر ومن السودان، في حين كانت قبيلة أورومو المسلمة تتوسع في جميع أنحاء وسط إثيوبيا. وفي محاولة أخيرة لاستعادة مكانته، كتب تيودروس إلى القوى الكبرى طالبًا منهم الحصول على المساعدة. بحسب رواية دونالد كرومي، «جاء الآن دور المحاولة النهائية، في نقطة تحول في مسيرة الإمبراطور. قد يثبّت النجاح فيها الوضع الداخلي؛ أما الهزيمة فستسحب الدعامة الأخيرة. اقترح إرسال ممثلين دبلوماسيين بهدف أساسي هو الحصول على تحالفات عسكرية واتفاقيات للتقدم الفني». 
أرسل تيودروس رسائل إلى الإمبراطورية الروسية وبروسيا والإمبراطورية النمساوية والإمبراطورية الفرنسية والإمبراطورية البريطانية. ردت الحكومة الفرنسية بمطالب نيابةً عن بعثة لعازاريون في الحماسين، على حافة مملكة تيودروس. كانت الدولة الوحيدة التي من المعروف أنها ردت عليه. يشير دبلوماسي سابق إلى أن الأمر كان أكثر من مجرد لا مبالاة: إذ كانت الرسالة مكتوبة باللغة الأمهرية وأُرسلت إلى ألمانيا للترجمة.
ناشدت رسالة تيودروس إلى الملكة فيكتوريا التضامن المسيحي في وجه التوسع الإسلامي لكنها لاقت القليل من التعاطف. كانت مصالح الإمبراطورية البريطانية في شمال شرق إفريقيا مختلفة تمامًا عن مصالحها في الإمبراطور الإثيوبية. لم يرغب الإنجليز في شن «حملة صليبية» مسيحية ضد الإسلام، بل عوضًا عن ذلك تعاونوا سياسيًا واستراتيجيًا وتجاريًا مع الإمبراطورية العثمانية ومصر والسودان. لم يكن هذا فقط لحماية الطريق إلى الهند ولكن أيضًا لضمان استمرار الإمبراطورية العثمانية في التصرف على أنها عازل ضد خطط روسيا للتوسع في آسيا الوسطى. علاوةً على ذلك، ونتيجة للحرب الأهلية الأمريكية، انخفضت شحنات القطن القادمة من الولايات الكونفدرالية الأمريكية إلى صناعة النسيج البريطانية، مما جعل البريطانيين يعتمدون بشكل متزايد على القطن المصري السوداني. في ضوء هذه المصالح، لم تنظر وزارة الخارجية الإنجليزية بشكل إيجابي إلى دعم تيودروس. حُفظت الرسالة ولكن لم يُرد عليها. 
بكل الأحوال، كان أول أوروبي يسير في أراضي مملكته بعد عدم الرد على رسائله هو هنري ستيرن، المبشر البريطاني. ذكر ستيرن أيضًا أصول الإمبراطور المتواضعة في كتاب نشره؛ على الرغم أنه لم يقصد الإهانة في إشارته، إذ قال: («التاريخ الزاخر والرومانسي للرجل، الذي، كان صبيًا فقيرًا، في دير مبني من القصب وأصبح ... الفاتح للعديد من المقاطعات، والحائز على سيادة أعظم وأوسع مملكة»)، وثبت أن ذلك خطأ خطير. في الوقت الذي كان يصر فيه تيودروس على حقيقة انحداره من سلالة سليمان، عبّر عن غضبه بطرق عديدة، بما في ذلك ضرب خدم ستيرن حتى الموت، و«قُيّد ستيرن، مع مساعده، السيد روزنتال، وعُوملوا بحدة، وضُرب الأخير في عدة مناسبات».